# Dangiang (Cilawu)
Dangiang is een bestuurslaag in het regentschap Garut van de provincie West-Java, Indonesië. Dangiang telt 3459 inwoners (volkstelling 2010).